# Philip G. Epstein
Philip G. Epstein (New York, 22 agosto 1909 – Los Angeles, 7 febbraio 1952) è stato uno sceneggiatore statunitense.
Nel 1944 vinse, insieme al fratello Julius, l'Oscar alla migliore sceneggiatura non originale per il film Casablanca.

## Filmografia
- Il terzo delitto (The Mad Miss Manton), regia di Leigh Jason (1938)
- Saturday's Children, regia di Vincent Sherman - sceneggiatura (1940)
- Bionda fragola (The Strawberry Blonde), regia di Raoul Walsh (1941)
- Sposa contro assegno (The Bride Came C.O.D.), regia di William Keighley (1941)
- Ribalta di gloria (Yankee Doodle Dandy), regia di Michael Curtiz (1942)
- Casablanca, regia di Michael Curtiz (1942)
- La signora Skeffington (Mr. Skeffington), regia di Vincent Sherman (1944)
- Arsenico e vecchi merletti  (Arsenic and Old Lace), regia di Frank Capra (1944)